# 大舩神社
大舩神社（おおふねじんじゃ）は、岐阜県加茂郡八百津町にある神社である。「大船神社」とも言う。旧社格は郷社。八百津町の産土神とされている。
例祭は「八百津だんじり祭」といい、船形のだんじりが曳かれる。

## 祭神
- 大船大神（おおふねおおかみ）

・八百万の神々

## 概要
- 言い伝えによると、大同年間創建という。創建時は権現山（大舩権現山）山頂付近に勧進され鎮座していた。天慶年間に大山明神から大舩大権現に改称した[1]。応永年間に現在地に移転したという。
- 本殿の彫刻は岐阜県指定重要文化財である[2]。
- 境内林は「大舩神社社叢」として、岐阜県の天然記念物に指定されている[3]。御神木の杉は高さ30m、幹囲5.0m。樹齢が1100年という。
- 大舩神社本殿並びに棟札十枚、刀剣、和鏡、懸仏、版木が八百津町指定文化財、絵馬が八百津町指定有形民俗文化財となっている[4]。

## 八百津だんじり祭
- 延宝年間[5]に始まったという例祭である。

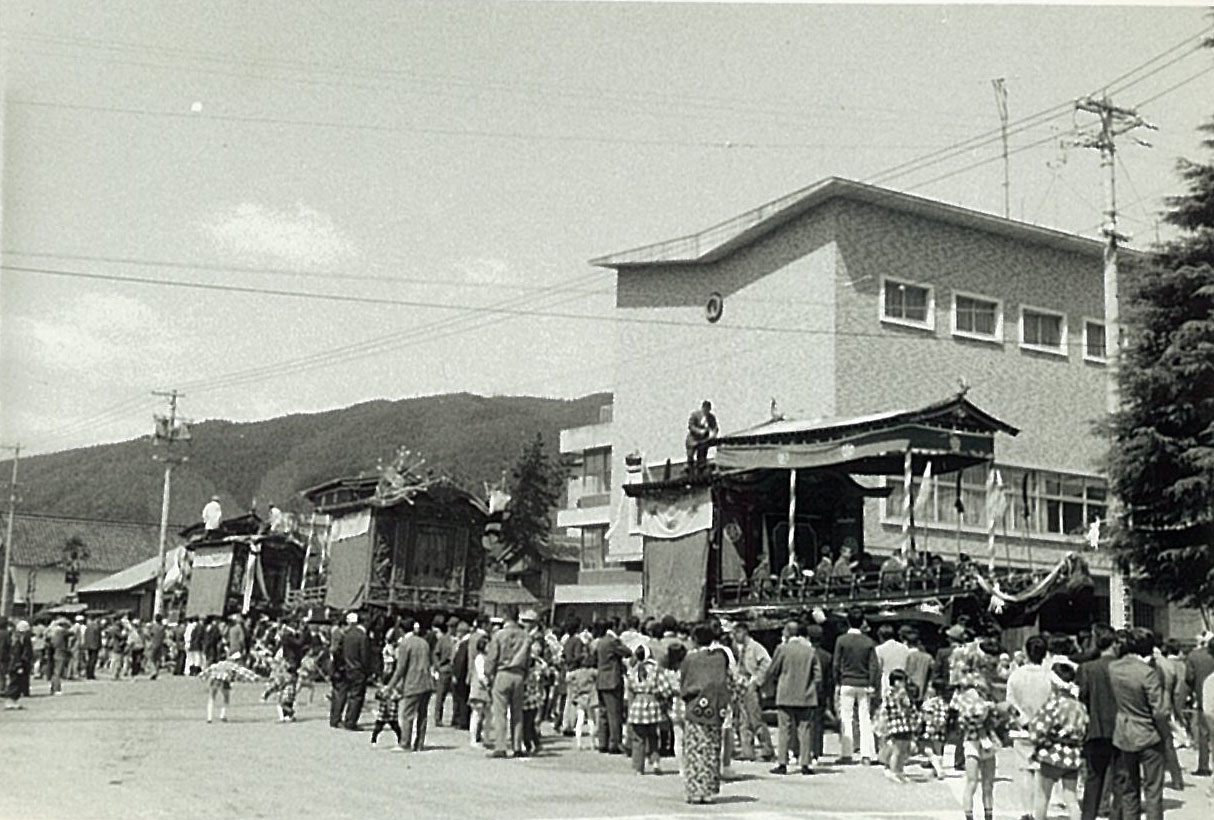
1970年代の大舩神社のだんじり祭り。八百津町役場前に3両のだんじりが集合している。

- 3両のだんじりが曳かれる。船形をしているのが特徴である。だんじりの大きさは全長約10m、高さ約6m、幅約3m、総重量約4t。だんじりには釘を一切使用せず、藤の弦で締め上げて組み立てられている。
- 3両はそれぞれ船の一部の形であり、芦渡組が船の舳、本郷組が船の中央部、黒瀬組が船の艫となっている。この3両が連なると1隻の大きな船となる。連なる光景は、だんじりが八百津大橋を通過するときに見ることが可能である。

## 所在地
- 岐阜県加茂郡八百津町八百津4424

## 交通機関
- YAOバス「八百津本町」バス停下車。